# Aéroport de Kamituga
LAéroport de Kamituga (ICAO : FZPB) est un aéroport servant la ville de Kamituga, dans la province du Sud-Kivu à l'est de la République démocratique du Congo.
L'aéroport est situé dans une vallée peu profonde, avec un terrain en pente dans tous les quadrants.

## Situation en RDC
| Bandundu Basango Mboliasa Bunia Gbadolite Gemena Goma Ilebo Kalemie Kananga Kikwit Kindu Kinshasa-Ndjili Kinshasa-N'Dolo Kisangani Kolwezi Lodja Lubumbashi Matari Matadi Mbandaka Mbuji Mayi Nioki Tshikapa Tshumbe |